# Juan de Rojas Sarmiento
Juan de Rojas Sarmiento (fl. XVI secolo) è stato un astronomo spagnolo del XVI secolo.

## Biografia
Discendente di una nobile famiglia castigliana, Juan de Rojas si trasferì nelle Fiandre al seguito dell'imperatore Carlo V (1500-1558) e seguì a Lovanio gli insegnamenti di Reiner Gemma Frisius (1508-1555). La sua fama europea si deve soprattutto alla diffusione di un nuovo tipo di astrolabio da lui messo a punto sulla base di una proiezione ortografica della sfera celeste. Lo strumento fu divulgato con la stampa dei Commentariorum in astrolabium, trattato di grande diffusione edito a Parigi nel 1551.